# Lichmera
Genre
Lichmera est un genre de passereaux méliphages.

## Liste des espèces
D'après la classification de référence (version 14.2, 2024) du Congrès ornithologique international (ordre phylogénique) :
- Lichmera argentauris – Méliphage à joues argentées
- Lichmera indistincta – Méliphage brunâtre
- Lichmera incana – Méliphage à oreillons gris
- Lichmera alboauricularis – Méliphage grivelé
- Lichmera squamata – Méliphage à plumet blanc
- Lichmera deningeri – Méliphage de Buru
- Lichmera monticola – Méliphage de Céram
- Lichmera flavicans – Méliphage de Timor
- Lichmera notabilis – Méliphage de Wetar